# Stanislaw Iwanowitsch Stepaschkin
Stanislaw Iwanowitsch Stepaschkin (russisch Станислав Иванович Степашкин; * 1. September 1940; † 4. September 2013) war ein sowjetischer Boxer. Er war Olympiasieger 1964 und Europameister der Amateure 1963 und 1965 im Federgewicht.

## Werdegang
Stanislaw Stepaschkin begann als Jugendlicher mit 15 Jahren in Moskau mit dem Boxen. Er war zunächst Mitglied von "Trudovye Rezervy" (Arbeiterreserven) Moskau. Sein Trainer war A. Tschebotarew. 1960 startete er bei den sowjetischen Junioren-Meisterschaft (U 20) im Federgewicht und wurde mit einem Sieg über L. Pisarenko Titelträger dieser Meisterschaft. Im gleichen Jahr startete er auch schon bei der sowjetischen Meisterschaft der Senioren und stand dort im Federgewicht im Endkampf gegen Boris Nikanorow, den er knapp nach Punkten verlor.
Im Jahre 1961 war Stanislaw Stepaschkin bei der sowjetischen Meisterschaft nicht ganz so erfolgreich wie 1960. Er traf im Halbfinale auf den Altmeister Alexei Sassuchin, dem er nach Punkten unterlag. Er belegte damit den 3. Platz. Bei der sowjetischen Meisterschaft 1962 traf Stanislaw Stepaschkin schon im Viertelfinale auf den Olympiasieger von 1956 Wladimir Safronow, gegen den er verlor und deshalb mit drei weiteren Boxern auf dem 5. Platz landete.
1962 war Stanislaw Stepaschkin in die Sowjetarmee eingetreten und startete für den Zentralen Sportklub der Armee (ZSKA) Moskau. Er ging auch bei der 3. Meisterschaft der Armeen der Staaten des Warschauer Paktes in Kromirz/CSSR im Federgewicht an den Start, erlitt dort aber im Finale eine überraschende Punktniederlage gegen Heinz Schulz aus der DDR.
Etwas überraschend wurde Stanislaw Stepaschkin im Jahre 1963 für die im Mai in Moskau stattfindende Europameisterschaft nominiert. Er war dort aber in hervorragender Form und besiegte im Federgewicht Iwan Traikow aus Bulgarien durch techn. KO in der 2. Runde, Lajos Baranyi aus Ungarn durch techn. KO in der 2. Runde und Jerzy Adamski aus Polen durch techn. KO in der 3. Runde. Nur dem Italiener Giovanni Girgenti gelang es im Finale, mit Stepaschkin über die Zeit zu gehen. Einen klaren Punktsieg von Stanislaw Stepaschkin, der damit neuer Europameister wurde, konnte aber auch er nicht verhindern. Auch bei der nach der Europameisterschaft stattfindenden sowjetischen Meisterschaft erwies Stepaschkin sich als der beste Federgewichtler. Er gewann den Endkampf gegen Wladimir Safronow klar nach Punkten.
Im Olympiajahr 1964 war es im Hinblick auf die Nominierung für die Olympischen Spiele in Tokio für Stanislaw Stepaschkin wichtig, wieder sowjetischer Meister zu werden. Er schaffte dieses Ziel souverän und konnte deshalb in Tokio im Federgewicht an den Start gehen. Dort war er in den ersten vier Kämpfen wieder sehr überlegen. Er schlug Jose Nieves aus Puerto Rico in der 3. Runde KO, siegte im Achtelfinale über Hung Cheng Hsu aus Korea durch KO in der 2. Runde, siegte im Viertelfinale über Constantin Crudu aus Rumänien durch KO in der 3. Runde und besiegte auch Heinz Schulz durch KO in der 2. Runde. Im Endkampf gegen Anthony Villanueva aus den Philippinen riss aber diese Serie von KO-Siegen. Villanueva, ein untersetzter und robuster Fighter, machte Stepaschkin schwer zu schaffen. Am Ende des Kampfes entschieden sich drei der fünf Punktrichter für Stepaschkin und zwei für Villanueva. Stepaschkin war damit Olympiasieger, aber nicht wenige Experten sprachen von einem krassen Fehlurteil.
1965 gelang Stanislaw Stepaschkin bei der sowjetischen Meisterschaft erneut der Titelgewinn. Er startete dann auch bei der Europameisterschaft in Ost-Berlin im Federgewicht. Hier besiegte er Jakov Bencun aus Jugoslawien nach Punkten, Vaclav Vojik aus der Tschechoslowakei durch Abbruch in der 1. Runde, Ken Buchanan aus Schottland und Bruno Bendig aus Polen nach Punkten. Der Titelgewinn war der Lohn für diese Siege. Ende des Jahres 1965 startete Stanislaw Stepaschkin auch noch bei den Vorolympischen Spielen in Mexiko-Stadt und gewann dort das Boxturnier im Federgewicht durch einen KO-Sieg in der 2. Runde über Davila aus Mexiko.
Im Jahre 1966 fehlte Stanislaw Stepaschkin bei der sowjetischen Meisterschaft verletzungsbedingt. Er startete aber wieder bei der 5. Meisterschaft der Armeen der Staaten des Warschauer Paktes in Budapest und gewann dort das Finale im Federgewicht durch einen KO-Sieg in der 1. Runde über den Polen Piotr Gutman.
Stanislaw wollte 1967 in Rom zum dritten Mal Europameister im Federgewicht werden, siegte auch in seinem ersten Kampf über den Italiener Firmo Pasetti nach Punkten. Er zog sich dabei aber eine so schwere Verletzung zu, dass er nicht weiterboxen konnte. Stepaschkin konnte auch bei der sowjetischen Meisterschaft dieses Jahres nicht starten.
Gerade wiederhergestellt, startete er dann bei der sowjetischen Meisterschaft 1968, bei der es wieder um den Startplatz für die Olympischen Spiele ging. Stanislaw Stepaschkins Form reichte nicht aus, um im Finale dieser Meisterschaft Waleri Plotnikow besiegen zu können. Er verlor diesen Kampf nach Punkten und verlor damit auch die Fahrkarte zu den Olympischen Spielen in Mexiko an Plotnikow.
Danach beendete Stanislaw Stepaschkin seine Boxerlaufbahn. Wie seine große Zahl an KO-Siegen zeigt, war der Rechtsausleger ein ausgesprochener Puncher, der weder sich noch seine Gegner schonte. Er bestritt insgesamt 204 Kämpfe, von denen er 193 gewann.

## Länderkämpfe von Stanislaw Stepaschkin
- 1960: in Moskau, Moskau gegen London, Punktniederlage gegen Phil Lundgren
- 1960: in Moskau, UdSSR gegen BRD, Aufgabesieger 2. Runde über Radke, Mannheim
- 1963: in Moskau, UdSSR gegen England, Punktsieger über Winston Lund
- 1963: in Łódź, Polen gegen UdSSR, techn. KO-Sieger 2. Runde über Jan Szczepański
- 1964: in Moskau, UdSSR gegen Polen, Punktniederlage gegen Piotr Gutman
- 1967: in Berlin, Berlin gegen Moskau, Punktsieger über Peter Henatsch
- 1968: in Glasgow, Schottland gegen UdSSR, Punktsieger über Robert Mallon
- 1968: in Dublin, Irland gegen UdSSR, KO-Sieger 1. Runde über Vebaney

## UdSSR-Meisterschaften mit Stanislaw Stepaschkin
(alle im Federgewicht, damals bis 57 kg Körpergewicht)
- 1960: (Junioren U 20) 1. Stanislaw Stepaschkin, 2. L. Pisarenko, 3. V. Plotnika u. N. Minobajew
- 1960: 1. Boris Nikanorow, 2. Stanislaw Stepaschkin, 3. G. Wasiliew u. Alexei Sassuchin
- 1961: 1. Alexei Sassuchin, 2. Anatoli Lagetko, 3. Stanislaw Stepaschkin u. M. Grigorjan
- 1962: 1. Wladimir Safronow, 2. Alexei Sassuschin, 3. I. Goncharow u. G. Sidun, 5. Stanislaw Stepaschkin
- 1963: 1. Stanislaw Stepaschkin, 2. Wladimir Safronow, 3. W. Krivoluk u. T. Gulanow
- 1964: 1. Stanislaw Stepaschkin, 2. P. Grivinsky, 3. W. Beloussow u. Piotr Chedinowkitsch
- 1965: 1. Stanislaw Stepaschiin, 2. Algis Zurza, 3. W. Beloussow u. Piotr Chedinowkitsch
- 1968: 1. Waleri Plotnikow, 2. Stanislaw Stepaschkin, 3. B. Koschewin u. Semen Trestin